# Sagalaherang
Sagalaherang is een bestuurslaag in het regentschap Ciamis van de provincie West-Java, Indonesië. Sagalaherang telt 4588 inwoners (volkstelling 2010).